# Lasioglossum lasereanum
Lasioglossum lasereanum är en biart som först beskrevs av Raymond Benoist 1964.  Lasioglossum lasereanum ingår i släktet smalbin, och familjen vägbin. Inga underarter finns listade i Catalogue of Life.